# 아카쓰카촌 (도쿄부)
아카쓰카촌(일본어: 赤塚村)은 도쿄부 기타토시마군에 존재했던 촌이다. 1889년에 정촌제 시행에 의해 탄생했다가, 원래 가마쿠라 시대부터 무로마치 시대까지 무사시국 도요시마군 아카츠카고라는 지역이며 무로마치 시대부터 메이지 시대까지는 아카츠카로카촌이라고 불렸던 지역이였다.

## 지리
현재의 도쿄도 이타바시구에 해당한다.

## 역사
나라 시대에는 이 주변을 '무사시국 도요시마군 히로오카고'라고 불렀다. 히로오카 고는 현재의 이타바시구, 네리마구 일대를 차지하는 상당히 넓은 지역이었다.
- 1889년 4월 일 - 시정촌제 시행에 의해 아카쓰카촌이 성립하였다.
- 1932년 10월 1일 - 2정 6촌과 함께 도쿄시 이타바시구에 편입되었다.

## 교통
- 도조철도→도부 철도→도부 도조 본선

## 참고문헌
- 板橋区史編さん調査会編 編『板橋区史』 通史編 上巻、板橋区、1998年3月31日